# Grote Prijs Jean-Pierre Monseré 2024
De dertiende editie van de wielerwedstrijd Grote Prijs Jean-Pierre Monseré vond plaats op 3 maart 2024. De wedstrijd startte in Ichtegem en finishte ruim tweehonderd kilometer later in Roeselare. De wedstrijd maakte deel uit van de UCI Europe Tour met de categorie 1.1 en de Lotto Cycling Cup. De Belg Jarne Van de Paar volgde Gerben Thijssen op als winnaar.

## Uitslag
| Plaats  | Naam                     | Ploeg                | Tijd     |
| ------- | ------------------------ | -------------------- | -------- |
| Winnaar | Jarne Van de Paar        | Lotto Dstny          | 4u42'59" |
| 2       | Timothy Dupont           | Tarteletto-Isorex    | z.t.     |
| 3       | David Dekker             | Arkéa-B&B Hotels     | z.t.     |
| 4       | Francisco Galván         | Kern Pharma          | z.t.     |
| 5       | Emilien Jeannière        | TotalEnergies        | z.t.     |
| 6       | Lionel Taminiaux         | Lotto Dstny          | z.t.     |
| 7       | Henri Uhlig              | Alpecin-Deceuninck   | z.t.     |
| 8       | Jenthe Biermans          | Arkéa-B&B Hotels     | z.t.     |
| 9       | Thimo Willems            | VolkerWessels        | z.t.     |
| 10      | Vito Braet               | Intermarché-Wanty    | z.t.     |
| 11      | Jacob Eriksson           | Tudor                | z.t.     |
| 12      | Jules Hesters            | Flanders-Baloise     | z.t.     |
| 13      | Szymon Sajnok            | Q36.5                | z.t.     |
| 14      | Joshua Gudnitz           | ColoQuick            | z.t.     |
| 15      | James Fouché             | Euskaltel-Euskadi    | z.t.     |
| 16      | Niklas Märkl             | dsm-firmenich PostNL | z.t.     |
| 17      | Arne Santy               | Tarteletto-Isorex    | z.t.     |
| 18      | Andoni López de Abetxuko | Euskaltel-Euskadi    | z.t.     |
| 19      | Rasmus Bøgh Wallin       | Uno-X Mobility       | + 3"     |
| 20      | William Blume Levy       | Uno-X Mobility       | z.t.     |

2012 · 2013 · 2014 · 2015 · 2016 · 2017 · 2018 · 2019 · 2020 · 2021 · 2022 · 2023 · 2024 · 2025